# Sinolestes editus
Sinolestes editus är en trollsländeart som beskrevs av James George Needham 1930. Sinolestes editus ingår i släktet Sinolestes och familjen Synlestidae. IUCN kategoriserar arten globalt som livskraftig. Inga underarter finns listade i Catalogue of Life.